# Preyssac-d'Excideuil
Preyssac-d'Excideuil è un comune francese di 154 abitanti situato nel dipartimento della Dordogna nella regione della Nuova Aquitania.

## Società

### Evoluzione demografica
Abitanti censiti